# 米庙镇
米庙镇，是中华人民共和国河南省平顶山市汝州市下辖的一个乡镇级行政单位。

## 行政区划
米庙镇下辖以下地区：
米庙村、枣树庙村、安庄村、白庄村、一五张村、双郭楼村、曹庄村、金沟村、东关庙村、东黄庄村、大刘庄村、石槽王村、许庄村、白马村、焦岭村、榆圪垱庙村、九间窑村、风庙村、榆树陈村、王河盘村、潘庄村、于窑村和玉皇沟村。